# Akadémiai díjasok listája (1961–1980)

## Az MTA osztályai
(A névsorban feltüntetett római számokhoz) 
- I. Nyelv- és Irodalomtudományok Osztálya
- II. Filozófiai és Történettudományok Osztálya
- III. Matematikai Tudományok Osztálya
- IV. Agrártudományok Osztálya
- V. Orvosi Tudományok Osztálya
- VI. Műszaki Tudományok Osztálya
- VII. Kémiai Tudományok Osztálya
- VIII. Biológiai Tudományok Osztálya
- IX. Gazdaság- és Jogtudományok Osztálya
- X. Földtudományok Osztálya
- XI. Fizikai Tudományok Osztálya

## 1961

### I. fok
- Csete László
- Dévényi Tibor
- Elődi Pál
- Keleti Tamás
- Pálinkás István
- Rényi-Vámos Ferenc
- Roskoványi Ernő
- Stenczinger László
- Szabolcsi Lászlóné
- Tóth Mihály
- Varsányi György

### II. fok
- Bajáki László
- Bogdán Mihály
- Borka József
- Csáki Frigyes
- Cukor György
- Czine Mihály
- Dömök István
- Farkas Elek
- Fehér Ödön
- Fekete István
- Fornosi Ferenc
- Gróz Péter
- Harasta Miklós
- Hegedüs András
- Horváth Tibor
- Koch Sándor
- Löffler László
- Miskolczy József
- Molnár Antal
- Molnár Erzsébet
- Molnár Ferenc
- Molnár József
- Nagy Gizella
- Rados Kornél
- Romváry József
- Stukovszky Jenő
- Surányi János
- Szemere Samu
- Szent-Iványi Tamás
- Szigeti János
- Toldy Lajos
- Tomori László
- Tóth Béla
- Tóth Géza
- Vasáros László
- Zsigmond László történész

### III. fok
- Ádám György
- Bakay Árpád
- Bartha Dénes
- Bernát Tivadar
- Blickle Tibor
- Bódás János
- Enyedi György
- Faludy Béla
- Fehérvári László
- Káldi Pál
- Kaszab Zoltán
- Kertész László
- Kiss János
- Knoll József
- Ötvös László
- Prohászka László
- Somfai László
- Szücs László
- Tigyi József
- Török Tibor
- Uzsoky Miklós
- Veres Gergely
- Zimmer Károly

## 1962

### I. fok
- Berényi József
- Jávorka Edit
- Kiss István
- Matus Lajos
- Opauszky István
- Romhányi György
- Szabó Kálmán

### II. fok
- Aczél János
- Ádám Antal
- Augusztinovits Győző
- Bajusz Sándor
- Bencze Pál
- Csákány István
- Csányi László
- Császár Ákos
- Fábián Gyula
- Farkas Loránd
- Földi Mihály
- Gerlóczy Ferenc
- Györffy Béla
- Ilsó István
- Kisfaludy Lajos
- Kovács Csaba
- Medzihradszky Kálmán
- Nemeskéri János
- Pándi (Kardos) Pál
- Szarvas Pál
- Várady József
- Verő József

### III. fok
- Balassa Iván
- Castiglione László
- Csete László [halott link]
- Gruber József
- Kós Rudolf
- Kubovics Imre
- Kulcsár Kálmán
- Lackó Miklós
- Nagy István
- Nász István
- Porszász János
- Romwalter Alfréd
- Szepesi Károly
- Szesztay Károly
- Tamás György
- Tankó Béla

## 1963

### I. fok
- Balázs János
- Balogh Károly
- Berei Andor
- Kelemen József
- Nagy László
- Országh László
- Párducz Béla
- Tüdős Ferenc

### II. fok
- Erényi Tibor
- Gergely István
- Káldor Mihály
- Korom Mihály
- Kovács István
- Marx György
- Mészáros Károly
- Molnár Jenő
- Mucsi Ferenc
- Pölöskei Ferenc történész
- Prohászka János
- Schmidt Ádám
- Siklós András
- Simon Péter
- Somlyai Magda, M.
- Soós Gyula
- Szakács Kálmán
- Székely Tamás
- Tilkovszky Loránt
- Török Ferenc
- Ujfalussy József

### III. fok
- Berényi Dénes
- Bertók Loránd
- Bíró Ferenc
- Bodrogi Tibor
- Dániel Ágnes, F.
- Dévay Márta
- Endrőczi Elemér
- Flerkó Béla
- Fodor Miklós
- Fóti Ernő
- Grastyán Endre
- Halász Béla
- Holló János
- Iványi Jenő
- Iványi Jenőné
- Kósa-Somogyi Istvánné
- László János
- Lénárd Ferenc
- Libermann Lucy, P.
- Medgyessy Pál
- Mess Béla
- Niederhauser Emil
- Oravecz Béla
- Schoen Arnold
- Sebestyén József
- Somogyi Endre
- Szejtle József
- Takács Lajos
- Tasnádi Kubacska András
- Tigyi András
- Török László

## 1964

### I. fok
- Deme László
- Farkas Vilmos
- Hámori Antónia, S.
- Imre Samu
- Károly Sándor
- Knoll József
- Lőrinczy Éva, B.
- Mendöl Tibor
- Molnár Ilona, H.
- Nagy Ferenc
- Neugebauer Tibor
- Ruzsiczky Éva
- Szépe György
- Temesi Mihály

### II. fok
- Bajáki László
- Bálint Péter
- Banga Ilona
- Beér János
- Borka József
- Böjtös Zoltán
- Fuchs László
- Halász Ottó
- Járdán Kálmán
- Kétyi Iván
- Konthror Tivadar
- Löffler László
- Mihályi Ferenc
- Rauss Károly
- Szentay Endre
- Szépe Ferenc
- Szepesi János
- Szittner Antal
- Török Tibor
- Vertényi Adél
- Vörös Sándor

### III. fok
- Ádám András
- Beck Mihály
- Dévay József
- Endes Pongrác
- Falvy Zoltán
- Forrai Sándor
- Györffy György
- Herman József
- Jankó Béla
- Jánossy Ferenc
- Kárpáti István
- Kárpáti Istvánné
- Kovács Margit
- Kovács Pál
- Kozma Béla
- Lapis Károly
- Mezey László
- Patvaros József
- Précsényi István
- Salamon Jenő
- Soós László
- Stark Ervin
- Sviszt Pál
- Szabó Árpád
- Szabó Ferenc
- Thoma Andor
- Vayer Lajos

## 1965

### I. fok
- Baránszky-Jób Imre
- Benedek Pál akadémikus
- Berend T. Iván
- Bogdány János
- Hanák Péter
- Harmatta János klasszika-filológus
- Horváth Zoltán
- Iványi Gyula
- Laczkó Miklós
- László Antal
- Lukács József
- Náray Zsolt
- Pamlényi Ervin
- Ránki György történész
- Sándorfy Mihály
- Siklós András
- Szabad György
- Székely György (II. o.)
- Varga János akadémikus
- R. Várkonyi Ágnes író, történész
- Vörös Antal

### II. fok
- Alpár Gyula
- Babos Sándor
- Csendes Béla
- Csete László
- Endrőczy Elemér
- Halmos Ferenc
- Heppes Aladár
- Hoffmann Tibor
- Inczédy János
- Kardos Lajos
- Ladik János
- Márton János
- Molnár József
- Orbán Aladár
- Szauder József
- Vági Ferenc

### III. fok
- Ambrózy Pál
- Bosznay Ádám
- Cselőtei László
- Gárdos György
- Gyurkó Pál
- Hársing László
- Jakucs Pál botanikus, ökológus, az MTA tagja
- Kelemen Endre , ifj.
- Király Tibor
- Kiss Dezső
- Kovács György
- Ladányi Károly
- Nagy Lajos György
- Németh László
- Regöly Mérei Gyula
- Sebestyén Olga
- Sitkei György
- Szamel Lajos
- Szücs László
- Veres Gergely
- Vértes László

## 1966

### I. fok
- Berend T. Iván
- Berényi József
- Csillik Bertalan
- Ketskeméty István
- Köpeczi Béla
- Lackó Miklós
- Messmer András
- Orbán Sándor
- Ránki György történész
- Sánta Ilona
- Stark Ervin
- Szabady Egon
- Szalay László
- Szamel Lajos
- Weltner Andor
- Zolnai Béla

### II. fok
- Horváth László Gábor
- Kaliszky Sándor
- Kisdi Dániel
- Márkus György
- Rácz István
- Sziklay László
- Tordai Zádor
- Turánszky Károly

## 1967

### I. fok
- Bokorné Szegő Hanna
- Csikai Gyula
- Dénes Géza
- Eckhardt Sándor
- Ficzere Lajos
- Garancsy Mihályné Révy Gabriella
- Grastyán Endre
- Groholy Tivadar
- Hajnal András
- Halász József
- Kulcsár Kálmán
- Lőrincz Lajos
- Molnár Károly
- Péteri Zoltán
- Rácz Attila
- Rádler Béla
- Schmidt Péter
- Sebestyén Olga limnológus
- Szabó István
- Toldi Ferenc
- Trócsányi László
- Varga Imre
- Varga József
- Wolfram Ervin
- Zsigmond László történész

### II. fok
- Fekete Ferenc
- Liptai Ervin
- Pálos Á. László
- Rácz Lajos
- Tétényi Pál

## 1968

### I. fok
- Alpár Gyula (X. o.)
- Erdős Péter (IX. o.)
- Halász Béla (VIII. o.)
- Imre Lajos (VII. o.)
- Kertész Andor (III. o.)
- Kovács Kálmán (V. o.)
- Matolcsy György (IV. o.)
- Menyhárd István (VI. o.)

### II. fok
- Demeter István
- Dézsi István (III. o.)
- Keszthelyi Lajos
- Lomniczi Béla (IV. o.)
- Mádl Ferenc (IX. o.)
- O. Nagy Gábor (I. o.)
- Pócs Lajos
- Székely Endréné (II. o.)
- Szokolszky István
- Tasnádi Csaba (VI. o.)
- Varga József (I. o.)

## 1969

### I. fok
- Berend Ervin
- Bogdán Mihály (VI. o.)
- Derzsy Domokos (IV. o.)
- Hollán Zsuzsa (V. o.)
- Kornai János (IX. o.)
- Kőhalmi Béla (I. o.)
- Márta Ferenc (VII. o.)
- Nemecz Ernő (X. o.)
- Szász Pál (III. o.)
- Tuschák Róbert
- Vitályos László

### II. fok
- Aros Béla
- Barna Árpád
- Barna B. Péter (VI. o.)
- Berényi Dénes
- Endes Pongrác (V. o.)
- József Farkas (I. o.)
- Hardy Gyula (VII. o.)
- Pócza Jenő
- Szent-Iványi Tamás (IV. o.)
- Teichmann Ingeborg (VIII. o.)
- Varga Dezső (II. o. Vatai Endrével megosztva)[1]
- Vatai Endre (II. o. Varga Dezsővel megosztva)[1]
- Vigh Béla

## 1970

### I. fok
- Almásy Gedeon
- Bata Lajos
- Benedek Pál vegyészmérnök, akadémikus
- Csatári Dániel (II. o.)
- Farkas Margit
- Gyarmati István (VII. o.)
- Kovács Arisztid (V. o.)
- Kroó Norbert (III. o.)
- Pallai Iván (VI. o.)
- Simon Ferenc
- Singer Dénes
- Szepesváry Pál
- Székely György (VIII. o.)
- Sztanó Tamás
- Vizi Imre

### II. fok
- Ádám Antal (X. o.)
- Balázs János
- Bartha Lajos (V. o.)
- Bodó Zalán (VI. o.)
- Csáki Csaba
- Csizmadia Ernő
- Fekete Ferenc
- Gunda Béla (I. o.)
- Hahn István (I. o.) ókortörténész, egyetemi tanár, az MTA tagja
- Kapuy Ede (III. o.) fizikus
- Kukovics Sándor (IX. o.)
- Makai Endre (III. o.)
- Makó Erzsébet
- Nagy Sándor (II. o.) történész?
- Rösner Béla
- Sebestyén Tibor
- Szénay László
- Vági Ferenc
- Varga László

## 1971

### I. fok
- Borzsák István (I. o.) klasszika-filológus
- Dezső Lóránt (III. o.)
- Farkas Elek (V. o.)
- Farkas Loránd (VII. o.)
- Fekete István (IV. o.)
- Kollár Lajos (VI. o.) (1926–2004) építőmérnök, az MTA tagja
- Mócsy András (II. o.)
- Tóth Mihály

### II. fok
- Bán Gábor
- Csurgay Árpád
- Fazekas Béla (IX. o.)
- Keserű Zsolt
- Kiss Árpád (VIII. o.)
- Kiss Lajos (VI. o.,)
- Makai Mária (II. o.)
- Schmieder Antal (X. o.)
- Szabó-Bakos Róbert
- Takács Lajos (V. o.)
- Ugrósdy László
- Vető Ferenc (VIII. o.)
- Willemsz Tibor

## 1972
- Balázs Györgyné (II. o.)
- Borsa Gedeon irodalomtörténész, bibliográfus
- Cukor György (IX. o.)
- Farkas Károly (V. o.)
- Fényes Tibor
- Földiák Gábor (VII. o.)
- Gallai Tibor (III. o.)
- Hervay Ferenc (I. o.)
- Holl Béla
- Király Zoltán (IV. o.)
- Kliburszky Béla
- Lábos Elemér (Balatoni Limnológiai Kutatóintézet)
- Mahunka Imre (III. o.) matematikus
- Pesty László (X. o.)
- Rózsa Katalin, S. (Balatoni Limnológiai Kutatóintézet)
- Salánki János (Balatoni Limnológiai Kutatóintézet)
- Solymosi Frigyes (VII. o.)
- Szmodits Kázmér (VI. o.)
- Tomor Elemér
- Tomschey Ottó
- Trón Lajos matematikus
- Veress Judit
- Zsolnai Nagy Imre (VIII. o.) (Balatoni Limnológiai Kutatóintézet)

## 1973
- Arató Mátyás (III. o.) matematikus
- Dancsné Rozsnyay Zsuzsa
- Diószegi István
- Dolmányos István
- Erényi Tibor
- Galántai József
- Hanák Péter
- Janositz János
- Jellinek Harry
- Juhász-Nagy Pál
- Katus László (II. o.)
- Kemény Tamás
- Kiss Dezső
- Klement Zoltán (IV. o.)
- Kolossa Tibor
- Kovács Ferenc (X. o.)
- Kovács Sándor (VI. o.)
- Kovácsné Láng Edit (VIII. o.)
- Mályusz Elemér (II. o.)
- Nagy Elemér (III. o.)
- Papp Kálmán
- Patvaros József
- Pölöskei Ferenc történész
- Romhányi György (V. o.)
- Simon Tibor biológus
- Somogyi Endre
- Stoll Béla (I. o.) irodalomtörténész
- Szabad György
- Szász Zoltán
- Szemere Samu (II. o.)
- Terplán Zénó (VI. o.)
- Török Tibor (VII. o.)
- Urbán László
- Vesztergombi György fizikus
- Vincze Edit, S.

## 1974
- Béládi Ilona (V. o.)
- Bodor Géza (VII. o.)
- Fedorcsák Imre
- Fuchs Erik (VI. o.)
- Gyimesi Zoltán
- Kornai János (IX. o.)
- Lukács József (II. o.)
- Nagy István (VI. o.)
- Nász István
- Patyi Sándor
- R. Várkonyi Ágnes (II. o.) író, történész
- Schmidt Tamás (III. o.) matematikus
- Solymossy Ferenc (VIII. o.)
- Sváb János (IV. o.)
- Szabó Ferenc
- Szatmáry Zoltán (III. o.)
- Turi László
- Valkó János
- Varga Rózsa (I. o.)

## 1975
- Árvay János (IX. o.)
- Bálint Valér
- Blickle Tibor (VII. o.)
- Endrőczy Elemér (V. o.)
- Fehér György
- Gergely János (V. o.)
- Gyuró Ferenc (IV. o.)
- Hámori József (VIII. o.)
- Hornyos János (X. o.)
- Kálmán Alajos
- Kapovits István
- Karsai Károly
- Kerényi Dénes (VI. o.)
- Kiss Árpád
- Koltay Ede
- Kucsman Árpád (VII. o.)
- Meckl Ferenc
- Mórik Gyula
- Papp István (III. o.)
- Röhlich Pál
- Ruff Ferenc
- Szabó Gyula akadémiai díjas
- Tanács Béla
- Tóth Pál (X. o.)
- Török Endre (I. o.) irodalomtörténész
- Ujházy Géza
- Varga Elemér

## 1976
- Balogh Sándor (II. o.)
- Bereczki Gábor
- Bozó Sándor
- Csapodi Csaba (I. o.)
- Csapodiné Gárdonyi Klára
- Csonka Rózsa
- Dohy János (IV. o.)
- Dunay Antal
- Hámor Géza (X. o.)
- Harsányi Iván (II. o.)
- Kozák Miklós (VI. o.)
- Nyeste László (VII. o.)
- Palkovits Miklós (VIII. o.) orvos [halott link]
- Pataki György (III. o.)
- Röhlich Pál
- Ruff Ferenc
- Szabó György (V. o.) orvos
- Szabó Gyula orvos?
- Szántó György
- Tanács Béla
- Tóth Pál (X. o.)
- Török Endre (I. o.)
- Ujházy Géza
- Varga Elemér
- Veres Attila
- Vikár László (I. o.)
- Viski László (IX. o.)

## 1977
- Asszonyi Csaba
- Bíró Endre (VIII. o.)
- Blahó Miklós
- Bócsa Iván (IV. o.)
- Fehér Ottó (VIII. o.)
- Füzy Olivér
- Gruber József (VI. o.)
- Hoch Róbert (IX. o.)
- Hutterer Miklós (I. o.)
- Juhász Gyula (II. o.)
- Kapolyi László (X. o.)
- Kardos Lajos (II. o.)
- Nyiri András
- Richter Richárd
- Szentmártony Tibor
- Tamás József (VII. o.)
- Tariska István (V. o.)
- Tóth Pál (X. o.)
- Török Endre (I. o.)
- Ujházy Géza
- Vajna Zoltán
- Varga Elemér
- Veres Attila
- Vikár László (I. o.)
- Viski László (IX. o.)
- Wollemann Mária
- Zawadowski Alfréd (III. o.)

## 1978
- Bernát Tivadar
- Bora Gyula (X. o.)
- Bökönyi Sándor (II. o.)
- Dankó Gyula
- Erdős Tibor (IX. o.)
- Farkas Vilmos
- Fodor László
- Hámori Antónia, S.
- Hexendorf Edit
- Hidvégi Andrea, P.
- Kátai Imre (III. o.) matematikus
- Kiss Jenő (I. o.)
- Kiss Lajos nyelvész?
- Komjáti Zoltán közgazdász
- Kretzoi Miklós (VIII. o.)
- Lovas István (III. o.) akadémikus
- Niederhauser Emil (II. o.)
- Palyusik Mátyás (IV. o.)
- Papp László
- Pusztai Ferenc
- Somogyi János (V. o.)
- Szepesváryné Tóth Klára (VII. o.)
- Szigeti Gábor
- Vajtha Miklós (VI. o.)
- Ványi András
- Vizi E. Szilveszter
- Zellinger Erzsébet
- Zsilinszky Éva

## 1979
- Béky Albert
- Cseh-Németh József (X. o.)
- Fekete Ferenc (IX. o.)
- Ferenczy Endre (II. o.)
- Gráf László (VIII. o.)
- Gyódy Éva
- Halupa Lajos
- Kiss Rezső (IV. o.)
- Laczó Miklós (II. o.)
- Martinkó András (I. o.)
- Medlik Géza
- Medveczky László (III. o.)
- Mészáros Ernő (X. o.)
- Ónody Klára (V. o.)
- Petrányi Győző
- Pulay Péter (VII. o.)
- Solymos Rezső
- Somogyi György
- Szemerédi Endre (III. o.) matematikus
- Szigeti Gábor
- Vajtha Miklós (VI. o.)
- Ványi András
- Varga Miklós
- Vizi E. Szilveszter
- Zelenka Tibor
- Zellinger Erzsébet
- Zsilinszky Éva

## 1980
- Bérces Tibor (VII. o.)
- Braun Tibor (VII. o.)
- Gécseg Ferenc (III. o.) matematikus
- Holdas Sándor
- Kákosy László (II. o.)
- Magyar Kálmán (V. o.)
- Németh G. Béla (I. o.) irodalomtörténész
- Pócs Tamás (VIII. o.)
- Rétháti László (VI. o.)
- Román Zoltán (IX. o.)
- Suschka Alfréd (IV. o.)
- Verő József (X. o.)
- ef Zámbó István

## Jegyzet
A megosztott díjak nincsenek jelölve.

## Akadémiai Díj
- Akadémiai díjasok listája (1981–2000)
- Akadémiai díjasok listája (2001–2010)